# Школа Мануэля Бельграно
Высшая школа торговли имени Мануэля Бельграно" — образовательное учреждение довузовского уровня в подчинении Национального университета Кордовы. Предлагает получение среднего и высшего образования, в общей сложности здесь обучается более 2700 учащихся.
Академический курс строится на двух циклах — общее обучение и профессиональная ориентация, обучение которым длится в течение восьми лет. Первый год обучения в школе соответствует началу 5-го и/или 6-го класса обыкновенной школы в Аргентине. В 2018 году произошли изменения в учебном плане, после которых изменилось его название и учебный материал был назначен на каждый год. В школе имеется центр студентов под названием CEMB и имеет различных представителей, которые избираются каждый год и организуют крупные мероприятия в школе..В субботу в школе проводится «Молодежная группа», в которой проводятся развлекательные и тематические смешные мероприятия для всех возрастов и организуются самими учащимися. Также в школе проводятся внеклассные мероприятия, занятия по гандболу, баскетболу, баскетболу для слепых, волейболу, хоккею, футболу, конькам, плаванию, театр и другие. Школа известна как прогрессивная, поскольку студенты имеют большую свободу для выражения своих взглядов, студенческий центр побуждает говорить свободно, также участвует в различных проявлениях, такие как марши феминисток, демонстрации, и т. д. Учащиеся могут организовать соответствующие Ассамблеи и/или специальные обсуждения в различных целях.
Высший уровень имеет пять технических специальностей, с очным режимом и учебные программы которые разрабатываются в течение трех учебных лет.

## История
Школа Мануэля Бельграно была создана высшим советом Национального университета в 1938 году, с ориентацией на торговлю, и целью своевременной подготовки учащихся второго уровня для последующего поступления на факультет экономических наук этого же университета.
В Школе торговли Национального университета, как она называлась в течение первых десяти лет, изначально предполагалось выдавать выпускникам технический диплом. В течение тридцати лет школа работала без собственного здания в арендованных помещениях и не очень надёжно.

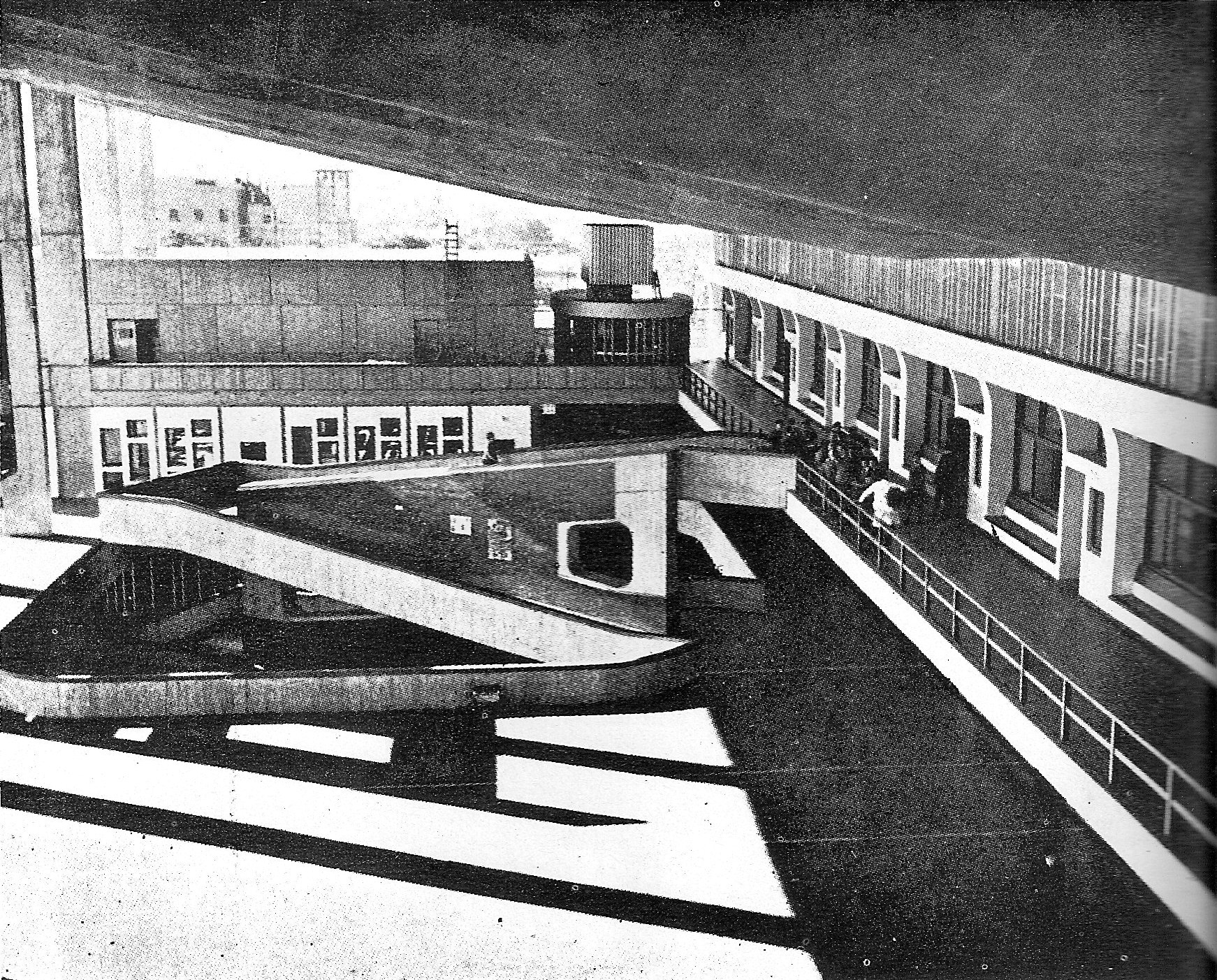
Пандус, двор и кабинеты нынешнего здания. (1971)

В конце 1960-х годов произошёл ряд изменений в структуре школы: новая учебная программа и новое собственное здание в авангардном стиле, появление в здании произведений искусства таких архитекторов, как: Бидиност, Чуте, Гассо, и Лапако. Был организован департамент образования, были проведены первые открытые конкурсы, был создан Консультативный Совет, был создан двойной курс обучения для студентов.
Во время последней военной диктатуры в Аргентине, школа была лишена учителей и многих учеников.
В конце 1970-х годов был создан курс высшего образования, совместно с Национальным колледжем Монсеррата. Таким образом университет расширил предложение в области образования, которое было ограничено системой квот, установленной при поступлении на факультеты.
В школе, ориентация новых профессий была связана с торговлей, и управлением и продолжая традиции учебного заведения она стала торговой школой.
С восстановлением демократии в 1983 году, школа начала новый этап с новыми методологическими предложениями и обновлением контента. Учебный план был частично изменён в 1984 и 1994 годах, с учетом последовательных реформ в области образования.
На уровне высшего образования, учебные программы различных профессий перетерпели изменения. В 1986 году, по просьбе учащихся и выпускников, высший Совет изменил титульное название школы, которая стала "Техническим ассистентом ".
В период 1994—1999 годов, начиная со школы и при поддержке академического Секретариата ректората, была проведена активная работа по проведению институциональной оценки и пересмотру учебных планов обоих уровней, что привело к внедрению новых учебных программ с 2000 года.

## Здание

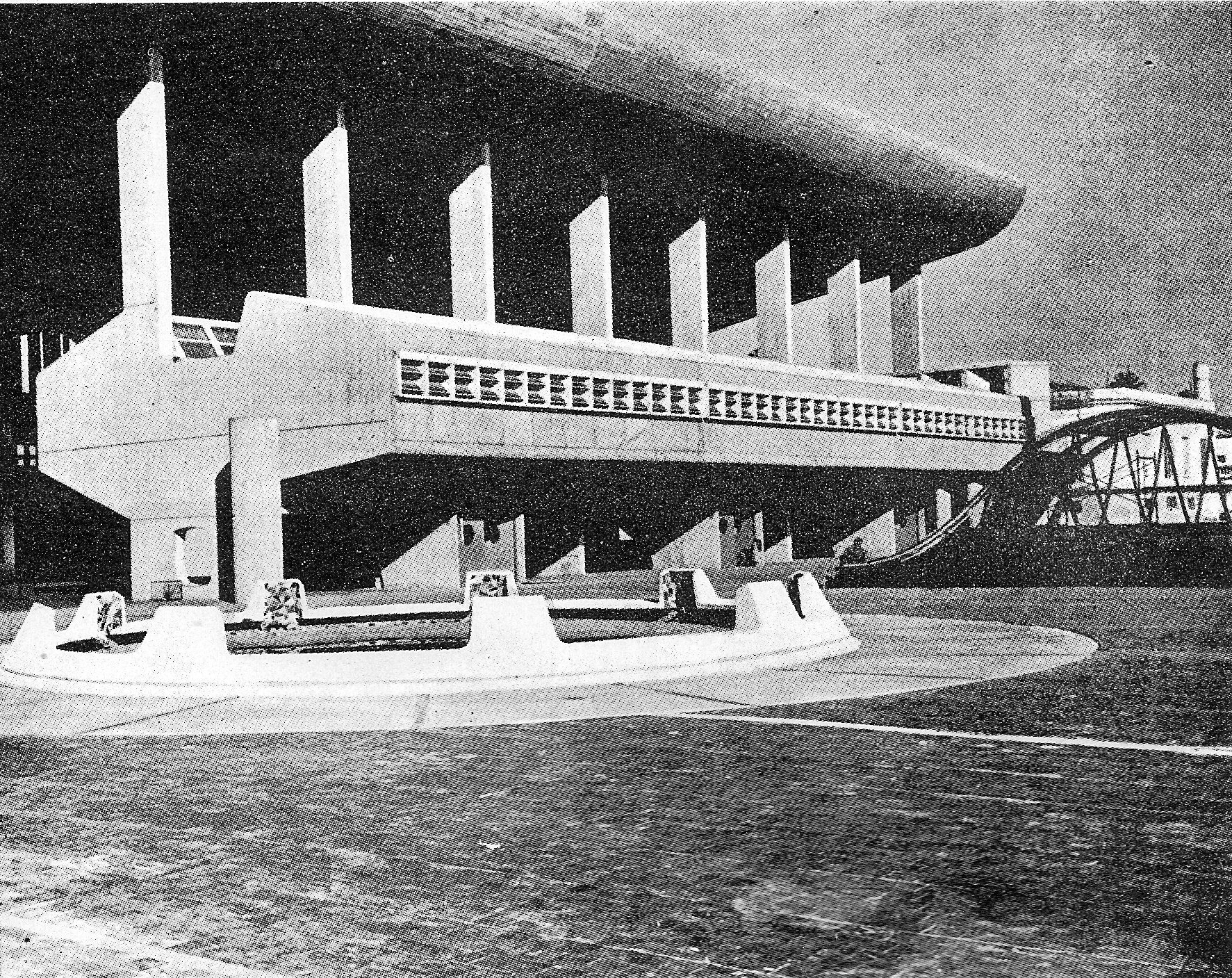
Научные шкафы и патио-балкон. (1971)

Стиль здания школы Мануэля Бельграно является одним из величайших примеров жестокой архитектуры в Аргентине, которая исходит из использования железобетона, используемого в скульптурах и монументах. Швейцарский архитектор Ле Корбюзье разработал этот стиль в конце 40-х годов и начал движение, которое имело глобальных последователей, некоторые из которых примечательны в Аргентине, такие как Лондонский банк в Буэнос-Айресе или Школа Леандро Алем в Мисьонесе.
Команда Освальдо Бидиноста, Хорхе Чуте, Джозефа Гассо, Мейбла Лапако и Мартина Мейера приняла участие в Конкурсе Проектов, проведенном в декабре 1959 года Университетом Кордовы. В июле следующего года, жюри выбрало их проект в качестве победителя, и строительство продвинулось в течение следующего десятилетия за счет подрядчика Delta SRL, чтобы открыться в сентябре 1968 года.
Здание было организовано на двух больших планах: один на уровне земли, для не-преподавательской деятельности (учительская, руководство, конференц-зал, библиотека, спортзал, кабинет и т. д.), и первый этаж с классами и большая крытая терраса для отдыха. Второй этаж балкона на первом уровне содержит большинство классных комнат и блок научного кабинета. Школа также имеет подземный уровень (подвал), предназначенный для складов.
Главный вход, находится по улице Ла-Риоха, где южный фасад здания защищен железобетонной сеткой (исп. casetonado), которая покрывает его от града и ветров, северный фасад, который смотрит на реку, открывается как большая железобетонная палуба, под которой выходит внутренний двор-балкон и выделяется большой дымоход для сжигания.
Основным материалом был выбран железобетон. Кроме того, школа получила отопление с подогреваемыми полами, инновацией того времени.
В машинном зале, расположенном в недрах школы, есть несколько механизмов для ремонта стульев, скамеек и другой мебели. Там также находится два угольных котла: первый, который уже практически устарел, и второй, установленный в 90-х годах, который работает на газе. Котлы используются для обеспечения школы горячей водой. Они соединены трубами к различным частям здания и обслуживающие операторы контролируют работу. Была идея генерировать электричество из пара, генерируемого котлами. Там также находятся другие механизмы, такие как регуляторы электричества, газовая система, механические водяные насосы и телефонная станция.
Колледж получил выгоду от программы подключения в 2011 году. На задней стороне первого этажа был построен современный технологический этаж для серверов, трансформаторов и системы охлаждения. Технологический этаж также имеет сигнализации движения и дверную сигнализацию.
Также в подземном классе есть станок, который имеет много функций для выполнения различных задач, пиления, резки древесины и т. д.